# Антуан де Поль
Антуан де Поль (фр. Antoine de Paule); також Антуан де Паула (фр. Antoine de Paula); 1551, Тулуза — 9 червня 1636, Валлетта) — 55/56-й Великий Магістр орден госпітальєрів (1623—1636). Засновник міста Паола.

## Орфографія та передача імені
У сучасних джерелах прізвище передавалася в жіночому роді — de Paula — про що свідчить закінчення -a. Такий же варіант значиться на підписаних магістром документах ордена. Дана орфографія зафіксована джерелами 100 років або навіть 250 років після його смерті.
- лат. Antonivs de Pavla[4] на прижиттєвій чеканці монет
- лат. Fr. Antonius de Paula[5]
- лат. Fratri Antonio de Paula[6][7][8] (в епітафії на надгробку)
- італ. Antonio di Paula, Priore di S. Gilio Guascone[8]
- італ. de Paula Antonio[9]

Але з незрозумілих причин вже в «Історії Мальтійського ордена» Верто прізвище де Паула (жіночий рід) було замінене варіантом де Поль (чоловічий рід), і так використовується на сучасному сайті Мальтійського ордена — фр. Antoine de Paule, що дає український варіант Антуан де Поль.

## Біографія
Рік народження вираховується виходячи з даних, що на пост великого Магістра був обраний на 71-му році життя. До обрання був пріором Сен-Жиля, послом ордена у Франції. Відносився до «мови» Провансу (провансальському лангу). Незважаючи на інтриги, наклеп, боротьбу партій, виборці виконали передсмертну волю Луїша Мендеша де Вашконселуша, призначивши 10 березня 1623 року Антуана де Паула великим магістром ордена.
При правлінні магістра на островах ордена було відзначено значне економічне зростання, збільшення обсягу торгівлі, будівництво нових палаців і кварталів столиці. У головне місто хлинув потік переселенців, що настільки збільшив кількість його жителів, що магістр змушений був спеціальним указом заборонити прибуття нових поселенців. Для перенаправлення міграції в 1626 році магістр заклав перший камінь міста Паола. В Аттарді побудував віллу Сан Антуан, згодом перебудовану в палац, що служив літньою резиденцією магістра. Продовжив зведення нових фортифікаційних споруд.
Святий Престол не припиняв свої спроб посилення впливу на політику ордена. Папа неухильно прагнув скоротити повноваження іоанітів. Так, наприклад, Урбан VIII використовував можливість призначати командорів в «мові» Італії, віддавши командорство Мілана під правління свого племінника, але аналогічними призначеннями користувалися ще його попередники Павло V і Григорій XV. Призначені папами лицарі відмовлялися супроводжувати торгові каравани, будувати нові кораблі і галери для ордена. З метою наведення порядку субординації великий Магістр скликав у 1626 році Раду. У тому ж році орден втратив 2 галери — «Сен Жан» і «Сен Франсуа». 12 лицарів було вбито і багато поранено.
У 1631 році в ознаменування столітнього перебування госпітальєрів на Мальті Антоніу де Паола скликав генеральний капітул Мальтійського ордена, що був урочисто відкритий 11 травня. На з'їзді були затверджені нові призначення (пріори, головні пріори, командори, бальї, прокурори, і т. д.). Але Урбан VIII не відмовлявся від свого тиску. Погодившись з тим, що у виборах нового великого Магістра беруть участь 16 комісарів (по 2 від кожної «мови»: Прованс, Овернь, Франція, Італія; Арагон, Каталонія і Наварра; Німеччина; Кастилія і Португалія; Англія), він видав едикт про включення до такого складу призначеного на Мальту папського інквізитора з тим, щоб вибори нових магістрів проходили під його керівництвом. Це порушувало статут ордена. Іоаніти протистояли втручанню папи в свої внутрішні справи і «змогли відстояти свої статутні права». Хоча деякі рішення все ж почали прийматися за наполяганням інквізитора. Наступний генеральний капітул зібрався після досить тривалого часу — майже півтора століття потому.
Великий Магістр помер 10 червня 1636 року. Похований у Валлетті в соборі Св. Іоанна. Епітафія і опис викарбуваних під час його правління монет наведені в книзі «Аннали Мальтійського ордена» (Annales de l'Ordre de Malte).